# オオマムシグサ
オオマムシグサ（大蝮草、学名:Arisaema takedae）は、サトイモ科テンナンショウ属の多年草。
葉は1-2個つけ、小葉は多数分裂し、全縁。葉軸の先が上方に巻き上がる。仏炎苞舷部がドーム状に盛り上がり、太い花序付属体の頭部が見える特徴がある。仏炎苞は葉の展開より遅く開く。小型の株は雄花序をつけ、同一のものが大型になると雌花序または両性花序をつける雌雄偽異株で、雄株から雌株に完全に性転換する。

## 特徴
植物体の高さは70cmに達する。偽茎部の長さは変異が大きく、しばしば植物体の高さの半分近くまで短くなり、とくに小型の雄株でこの傾向が強い。偽茎部と鞘状葉は淡緑色で、ふつう斑模様がない。葉は1-2個で、小葉は多数あり、縁は全縁。葉軸の先が上方に巻き上がる傾向がある。
花期は5-6月、葉と花序を地上にだし、葉の展開の後に仏炎苞が展開する。花序柄はふつう葉柄部より短いか同じ長さになる。仏炎苞筒部は太い筒状になり、淡色から白色、仏炎苞口辺部はやや広く開出して、ときに耳状になり、紫褐色になる。仏炎苞舷部は筒部と同じ長さかより長く、ふつう黒紫色から紫褐色で、目立つ数個の白色の条線があり、卵形から長卵形でドーム状に盛り上がり、舷部先端は前方に曲がり、次第に細くなってやや反り返り、垂れ下がる。舷部内面には著しい隆起線がある。花序付属体は基部に柄があり、太棒状から棍棒状になり、ふつう紫褐色の斑点があるか、しばしば白緑色になる。果実は秋に赤く熟す。染色体数は2n=28。

## 分布と生育環境
日本固有種。北海道の南部から本州の山口県まで点々と分布し、湿った草原、明るい疎林の林下などに生育する。カントウマムシグサ A. serrratum より明るい湿った草地を好む。

## 名前の由来
和名オオマムシグサは、「大蝮草」の意で、栃木県日光産の標本をもとに、牧野富太郎 (1910)によって、Ō-mamushigusa と命名された。
種小名（種形容語）takedae も牧野によるもので、日光でタイプ標本を採集した、高山植物の研究者の武田久吉への献名である。

## 種の保全状況評価
国（環境省）のレッドデータブック、レッドリストでは選定はない。都道府県のレッドデータブック、レッドリストの選定状況は次のとおり。
- 秋田県-絶滅危惧IB類(EN)
- 山形県-絶滅危惧IA類(CR)
- 愛知県-絶滅危惧Ⅱ類(VU)

## ギャラリー

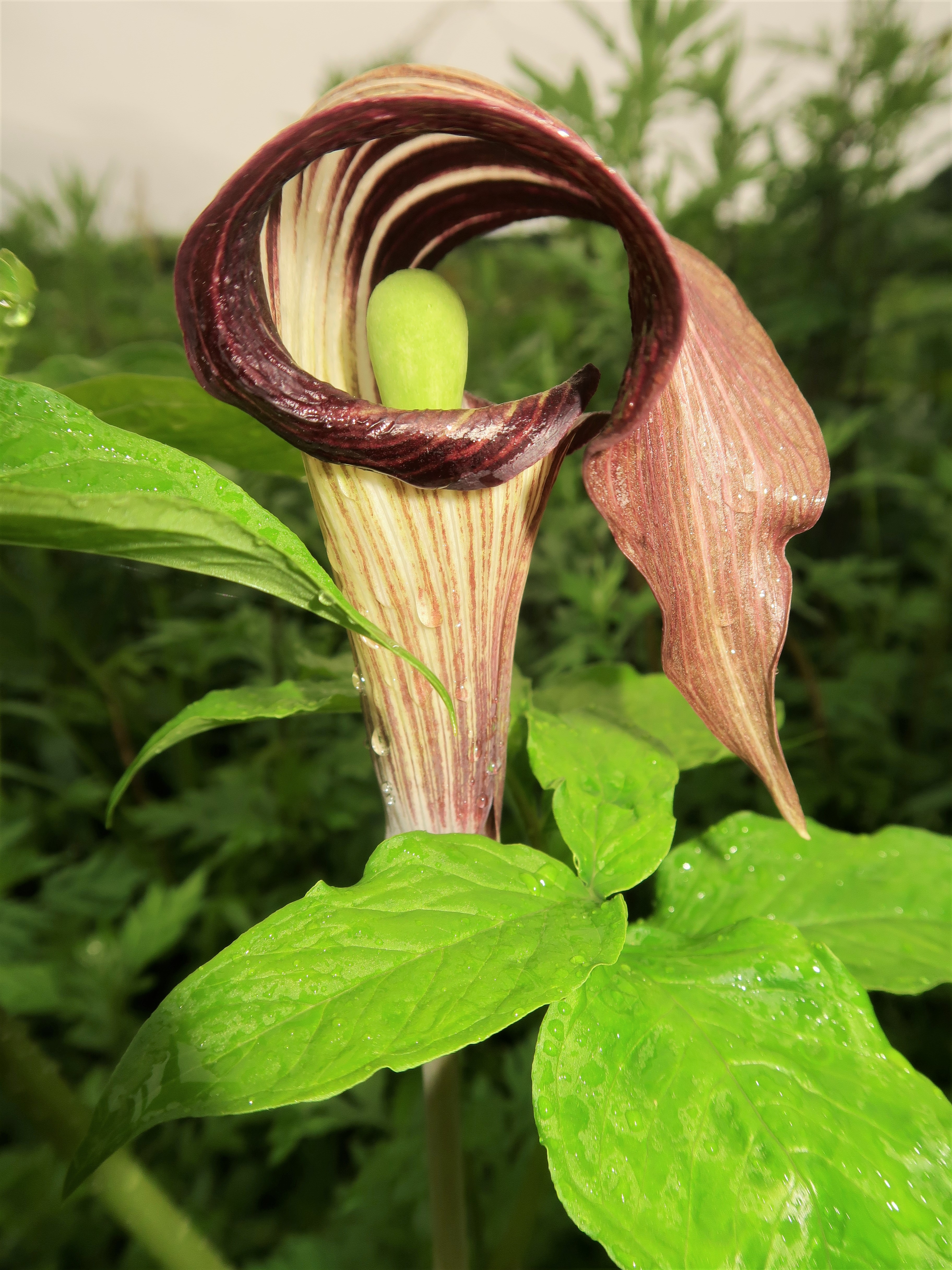
仏炎苞筒部は太い筒状になり、淡色から白色、仏炎苞口辺部はやや広く開出して、ときに耳状になり、紫褐色になる。仏炎苞舷部がドーム状に盛り上がり、太い花序付属体の頭部が見える特徴がある。
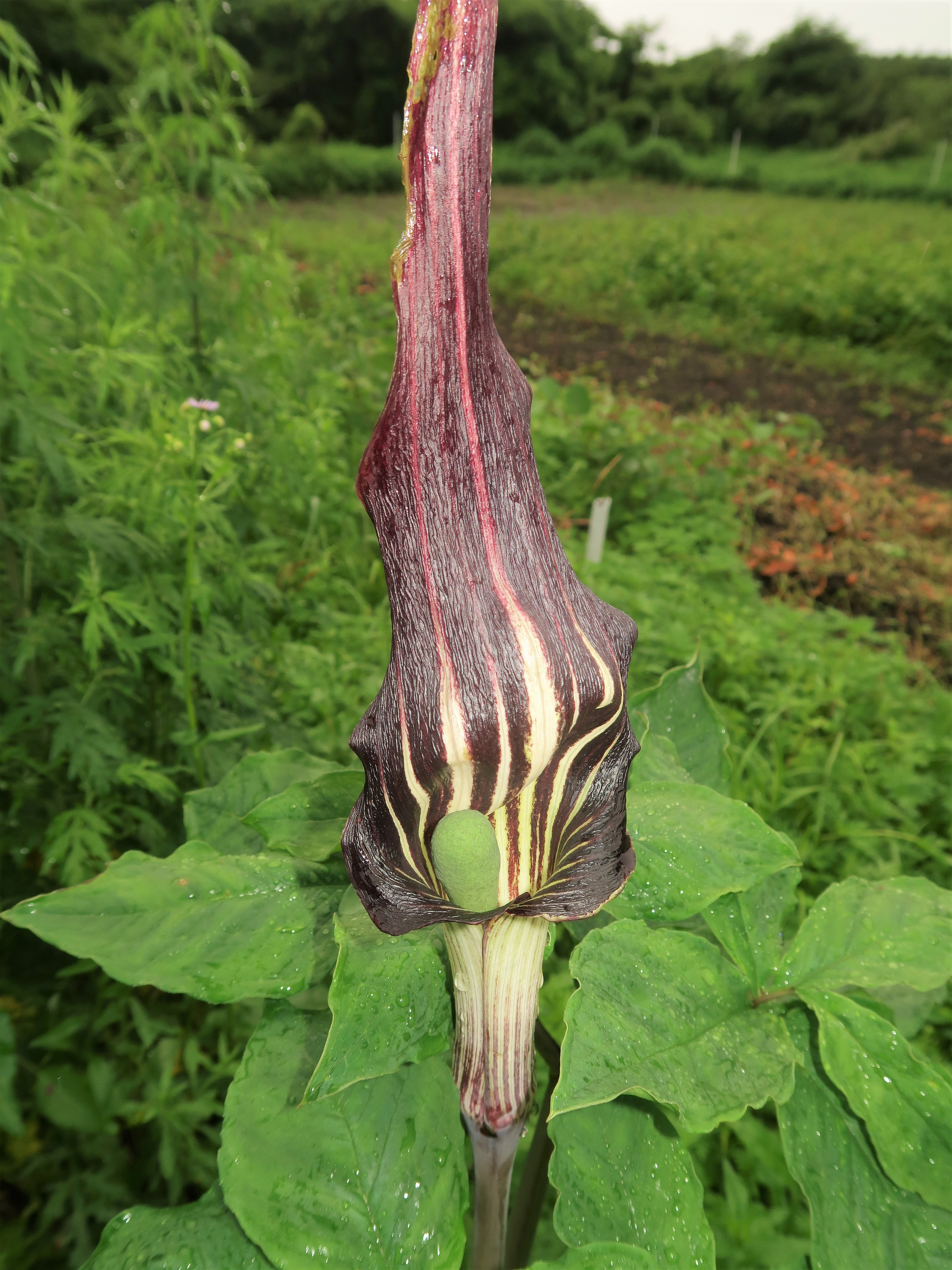
仏炎苞舷部は筒部と同じ長さかより長く、ふつう黒紫色から紫褐色で、目立つ数個の白色の条線がある。舷部内面には著しい隆起線がある。花序付属体は太棒状から棍棒状になり、しばしば白緑色になる。舷部先端を持ち上げて撮影。
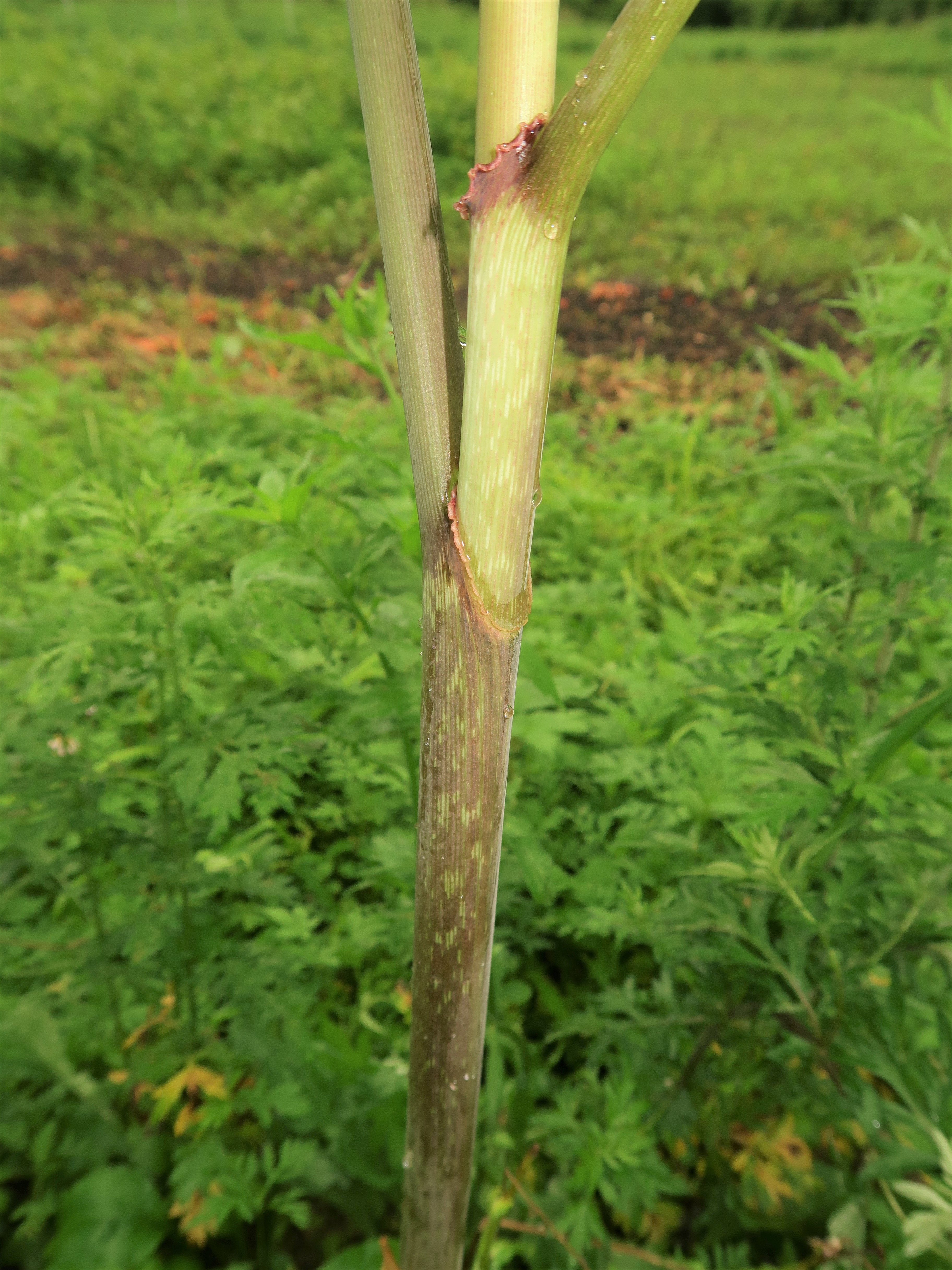
偽茎部は淡緑色で、ふつう斑模様がない。
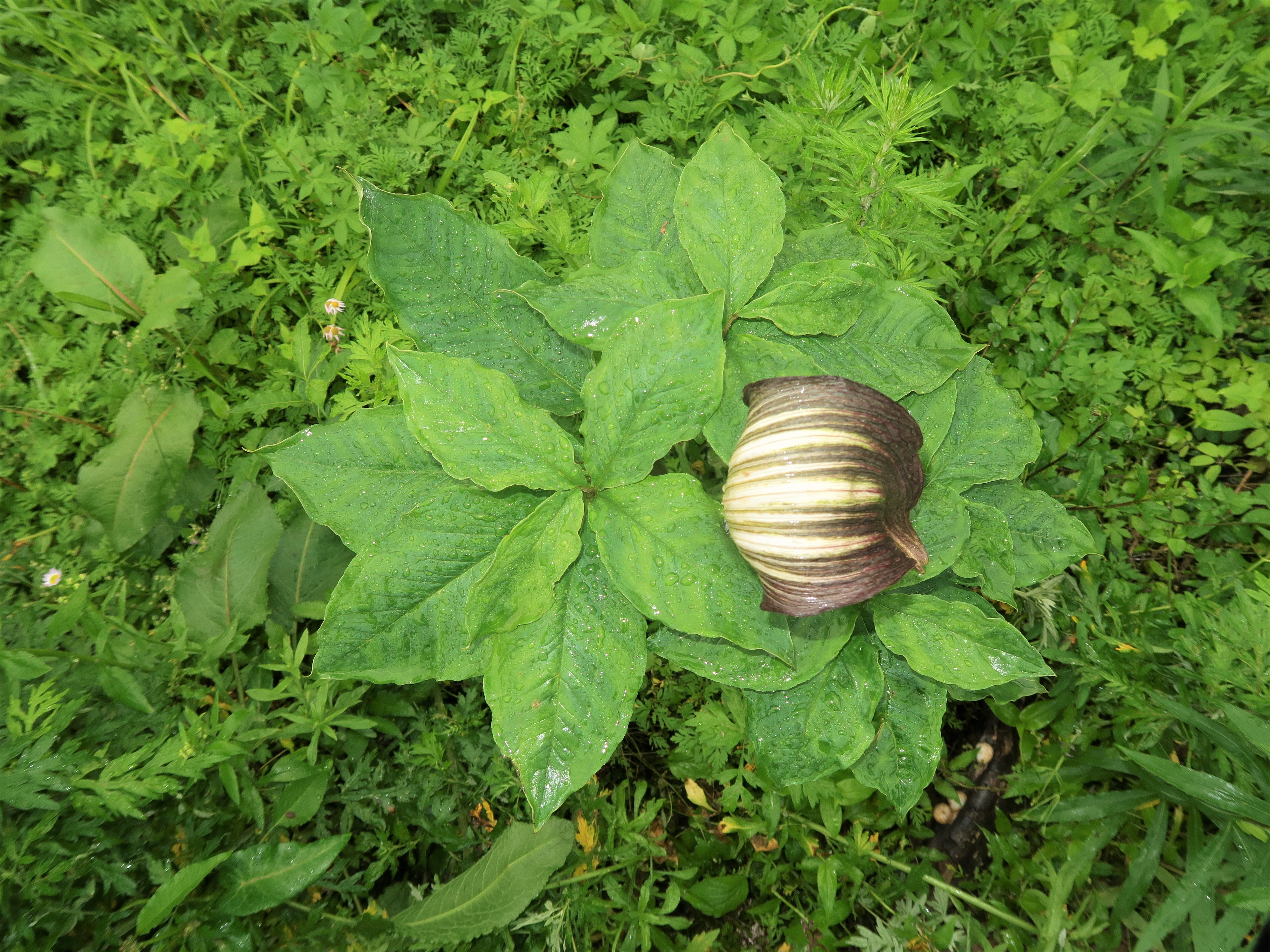
葉は2個で、小葉は多数あり、縁は全縁となる。
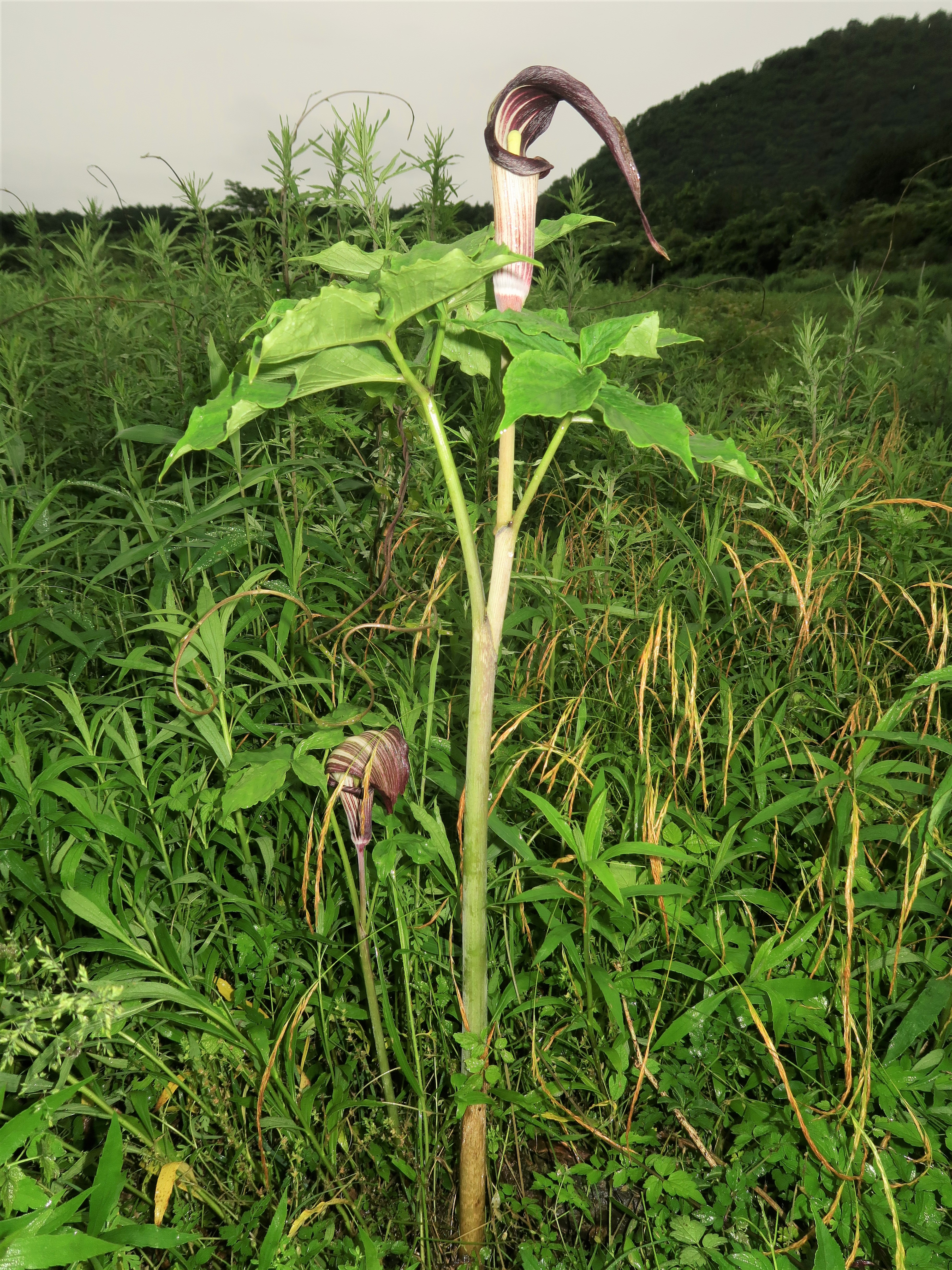
葉軸の先が上方に巻き上がる。右が雌株、左が雄株。偽茎部の長さは変異が大きく、しばしば植物体の高さの半分近くまで短くなり、とくに小型の雄株でこの傾向が強い。
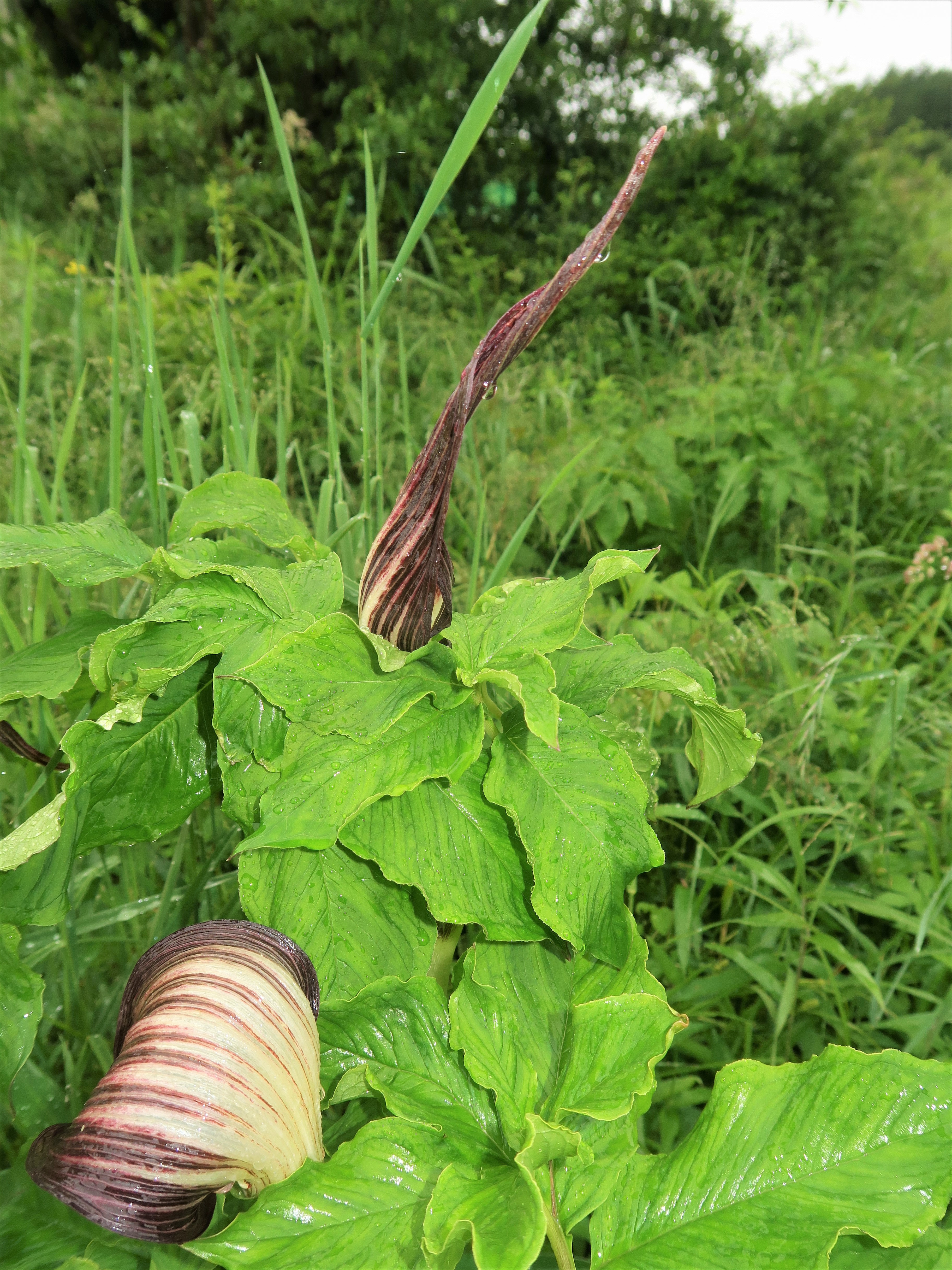
仏炎苞は葉の展開より遅く開く（奥）。

## 類似種
- ヤマグチテンナンショウ Arisaema  suwoense Nakai (1929)[13] - 伊豆半島と山口県に隔離分布し、湿った草原や疎林の林下、林縁に生育する。全体に小型で、高さは40cmたらず。偽茎部と葉柄部はほぼ同じ長さ。葉は1-2個、小葉は7-9個が鳥足状につく。仏炎苞の形状はオオマムシグサに似るが、花序柄が短いため葉より低い位置につく。花序付属体はやや棍棒状になる[14]。
- ヤマトテンナンショウ Arisaema longilaminum Nakai (1917)[15] - 奈良県と中部地方に点々と分布し、落葉広葉樹林の林下や半湿地に生育する。高さは70cmになる。偽茎部は淡緑色で、ときに紫色をおび、ふつう斑模様がない。葉は2個で、カントウマムシグサ A. serratum に似る。仏炎苞は葉より遅く展開し、仏炎苞筒部は筒状で淡色、仏炎苞口辺部は狭く反曲し、仏炎苞舷部は黒紫色から茶褐色、狭三角形から三角状卵形で、内面に著しい隆起線がある。花序付属体は細棒状になる。仏炎苞と花序付属体の形状以外の性質はオオマムシグサやヤマザトマムシグサ A. galeiforme に似る[16]。
- カントウマムシグサ Arisaema serratum (Thunb.) Schott (1832)[17] - 北海道、本州、四国、九州、韓国の済州島に分布し、平地から山野の野原、林縁、林下などにふつうに生育する。偽茎部は葉柄部や花序柄より長く、紫褐色か赤紫色の斑模様があるが、その外形の変異は著しい。葉はふつう2個つけ、小葉は7-17個に分裂し、鳥足状につき、小葉間の葉軸はよく発達する。仏炎苞は緑色から緑紫色、または帯紫色から濃紫色で、白色の条線があるかまたは無い。仏炎苞口辺部はやや開出し、仏炎苞舷部は狭卵形、卵形から広卵形で、舷部内面に隆起する細脈が著しい。花序付属体は細棒状から棍棒状、または頭状で変異の幅が広い[7]。なお、平凡社の旧刊『日本の野生植物 草本I 単子葉類』(1982) では、カントウマムシグサは、オオマムシグサ、ヤマトテンナンショウの他、ホソバテンナンショウ A. angustatum、コウライテンナンショウ A. peninsulae、ヤマジノテンナンショウ A. solenochlamys、ミクニテンナンショウ A. planilaminum を含めて、「マムシグサ（広義）」A. serratum と定義し、ヤマグチテンナンショウおよびヒトヨシテンナンショウ A. mayebarae については、「マムシグサ（広義）」の変種と位置付けていた[18]。